# بهل
بهل یکی از روستاهای استان آذربایجان شرقی است که در دهستان قشلاق بخش مرکزی شهرستان اهر واقع شده‌است. این روستا دارای جنگل های سرسبز و مراتع مناسب می باشد. همسایگان بهل ، روستاهای افیل، انداب، قلعه باشی می باشد. مهم ترین جاذبه گردشگری روستای بهل پارک جنگلی فندقلو می باشد.این روستا ۸۵۰ نفر جمعیت دارد.